# Aspidophiura watasei
Aspidophiura watasei är en ormstjärneart som beskrevs av Matsumoto 1915. Aspidophiura watasei ingår i släktet Aspidophiura och familjen Ophiolepididae. Inga underarter finns listade i Catalogue of Life.